# SN 2007ks
SN 2007ks – supernowa typu Ia odkryta 14 września 2007 roku w galaktyce A204933-0045. W momencie odkrycia miała maksymalną jasność 22,90m.